# Indflydelsesagent
En indflydelsesagent (eller påvirkningsagent eller meningsagent) er en person der, uden at det fremgår på overfladen, arbejder i et land til fremme et andet lands interesser. 
Udtrykket blev oprindeligt anvendt i PET om personer, der viderebragte KGB's informationer, f.eks. i dagspressen, uden at der nødvendigvis kunne rejses sag for overtrædelse af spionageparagraffen (§ 108) i straffeloven.

## Indflydelsesagenter i Danmark
I 1950-51 blev det foreslået at kriminalisere modtagelse af penge fra fremmed magt til propagandaformål, men dette forslag blev efter diskussion i Folketinget ikke vedtaget. En kort redegørelse for opgivelsen af den foreslåede § 101 – "femtekolonneparagraffen" – og årsagerne hertil er analyseret af Poul Villaume.
Det er blandt jurister omdiskuteret, hvorvidt en persons arbejde som indflydelsesagent er strafbart. Begrebet "indflydelsesagent" i relation til straffeloven er behandlet af journalist, cand. jur. Poul Smidt  og af professor, lic.jur. Vagn Greve, der bl.a. skriver: "Straffelovens spionageparagraffer er indrettet på decideret spionage... Fælles for bestemmelserne, også den såkaldt milde spionparagraf 108, er, at de alle drejer sig om at levere oplysninger ud af landet – altså bagud. Når det gælder begrebet "meningsagent"... er der tale om det stik modsatte."
Lektor, lic.jur. Jørn Vestergaard skrev i april 1994 i "Juristen" at: "Virksomhed, som ville have været omfattet af den foreslåede, men forkastede bestemmelse, kan naturligvis ikke uden videre behandles som ansvarspådragende ved, at man i stedet for den forkastede regel anvender gummiparagraffen i §108.. Selv om §108 er overordentlig rummelig, kan sådanne aktiviteter altså ikke henføres under denne bestemmelse". I modsætning hertil har bl.a. professor, jur. dr. Ole Hasselbalch flere gange fremført det argument, at et virke som påvirkningsagent er strafbart.  I injuriesagen, som Jørgen Dragsdahl førte mod Bent Jensen, og som Jensen efter at være idømt erstatning ankede til Østre Landsret, er et af hovedspørgsmålene, om Dragsdahl har været "påvirkningsagent".